# Miconia caudiculata
Miconia caudiculata är en tvåhjärtbladig växtart som beskrevs av Henri François Pittier. Miconia caudiculata ingår i släktet Miconia och familjen Melastomataceae.
Artens utbredningsområde är Venezuela. Inga underarter finns listade i Catalogue of Life.